# Ихтелхаузен
Ихтелхаузен (њем. Üchtelhausen) општина је у њемачкој савезној држави Баварска. Једно је од 29 општинских средишта округа Швајнфурт. Према процјени из 2010. у општини је живјело 3.903 становника. Посједује регионалну шифру (AGS) 9678186.

## Географски и демографски подаци
Ихтелхаузен се налази у савезној држави Баварска у округу Швајнфурт. Општина се налази на надморској висини од 322 метра. Површина општине износи 62,2 km². У самом мјесту је, према процјени из 2010. године, живјело 3.903 становника. Просјечна густина становништва износи 63 становника/km².